# Bobby Byrne (Kameramann)
Robert „Bobby“ Byrne (* 1932 in Jamaica, New York City; † 9. März 2017) war ein Kameramann.

## Leben
Nachdem Bobby Byrne in Western wie Die gefürchteten Vier und Westwärts zieht der Wind den Kameramännern Conrad L. Hall und William A. Fraker bei ihrer Arbeit assistiert hatte, dauerte es über 10 Jahre, bevor er in Ein ausgekochtes Schlitzohr von Hal Needham erstmals selbst leitender Kameramann eines Spielfilms war. Für diesen drehte er später Filme wie Um Kopf und Kragen, Die Todesfalle auf dem Highway und Kaktus Jack.
Byrne war ab 1994 Mitglied der American Society of Cinematographers.

## Filmografie (Auswahl)
- 1966: Die gefürchteten Vier (The Professionals) (Kameraassistenz, im Abspann unerwähnt)
- 1969: Westwärts zieht der Wind (Paint your Wagon) (Kameraassistenz)
- 1977: Ein ausgekochtes Schlitzohr (Smokey and the Bandit)
- 1977: Junge Liebe (First Love)
- 1978: Blue Collar
- 1978: Nobody Is Perfect (The End)
- 1978: Um Kopf und Kragen (Hooper)
- 1979: Die Todesfalle auf dem Highway (Death Car on the Freeway)
- 1979: Hals über Kopf (Head Over Heels)
- 1979: Kaktus Jack (The Villain)
- 1980: Deine Lippen, deine Augen (Those Lips, Those Eyes)
- 1981: Ich brauche einen Erben (Paternity)
- 1982: Cheech & Chong im Dauerstress (Things Are Tough All Over)
- 1983: Auf die Bäume, ihr Affen (Going Berserk)
- 1984: Das darf man nur als Erwachsener (Sixteen Candles)
- 1985: Destination Alcatraz (Kicks)
- 1988: Annies Männer (Bull Durham)
- 1988: Katies Sehnsucht (Stealing Home)
- 1989: Lemon Sisters (The Lemon Sisters)
- 1992: Geisel der Leidenschaft (The Danger of Love: The Carolyn Warmus Story)
- 1992: Showtime – Hilfe, meine Mama ist ein Star (This Is My Life)
- 1998: Ein Trio zum Anbeißen (Two Guys, a Girl and a Pizza Place) (Fernsehserie, 1 Episode)
- 2000–2002: Titus (Fernsehserie, 53 Episoden)